# Sardia melichari
Sardia melichari är en insektsart som först beskrevs av George Willis Kirkaldy 1906.  Sardia melichari ingår i släktet Sardia och familjen sporrstritar. Inga underarter finns listade i Catalogue of Life.